# Philodromus mysticus
Philodromus mysticus es una especie de araña cangrejo del género Philodromus, familia Philodromidae. Fue descrita científicamente por Dondale & Redner en 1975.

## Distribución
Esta especie se encuentra en Rusia, Estados Unidos y Canadá.